# La Latina (metrostation)
La Latina is een metrostation in de wijk La Latina, in de Spaanse hoofdstad Madrid. Het is onderdeel van de Metro van Madrid. Langs het station rijdt lijn 5.
In 1968 werd het station geopend. La Latina is het diepst gelegen station langs lijn 5.

## Ingang
- Plaza de la Cebada